# Synallaxis spixi
Synallaxis spixi là một loài chim trong họ Furnariidae.